# Timber (Lied)
Timber ist ein Lied des US-amerikanischen Rappers Pitbull in Zusammenarbeit mit der US-amerikanischen Sängerin Kesha. Das Lied wurde am 7. Oktober 2013 als Lead-Single von Pitbulls Extended Play Meltdown veröffentlicht. Produziert wurde der Song von Dr. Luke, Cirkut und Sermstyle.

## Hintergrund
Beide Interpreten unterstützten sich bereits vorher bei verschiedenen Projekten, unter anderem bei einer Remixversion von Keshas Song Tik Tok. Pitbull äußerte in einem Interview, dass ursprünglich Rihanna zusammen mit ihm Timber aufnehmen sollte. Diese sagte jedoch aus zeitlichen Gründen ab, da sie ebenfalls gefragt wurde, in Zusammenarbeit mit Shakira deren Song Can’t Remember to Forget You aufzunehmen.

## Text und Musik
Timber wurde von Dr. Luke, Cirkut und Sermstyle produziert und enthält Samples von San Francisco Bay des dänischen Mundharmonika-Spielers Lee Oskar. Der Song enthält Country und Folk-Einflüsse, ist in gis-Moll geschrieben und besitzt eine Akkordfolge von G♯m–B–F♯–E, Keshas Stimmumfang reicht von G♯3 bis B4. Der im Viervierteltakt komponierte Song hat ein Tempo von 130 Schlägen pro Minute.

## Musikvideo
Kesha hat ihre Szenen im Musikvideo am 5. November 2013 gefilmt. Die Szenen von Pitbull wurden am 12. November 2013 gedreht. Im September 2024 hat das Video auf YouTube 1,5 Milliarden Aufrufe.

## Kommerzieller Erfolg

### Chartplatzierungen
Timber war international ein Erfolg und erreichte die vorderen Chartplatzierungen in vielen Ländern. Der Song erreichte am 18. Januar 2014 Platz eins der Billboard Hot 100 Singlecharts und ist somit, nach Tik Tok und We R Who We R, Keshas dritter und Pitbulls zweiter Nummer-eins-Song in den Vereinigten Staaten. In Deutschland konnte sich Timber ebenfalls bis auf Platz eins der Singlecharts vorkämpfen und konnte sich dort jahresübergreifend und mit Unterbrechung insgesamt vier Wochen halten. In den deutschen Airplaycharts erreichte die Single ebenfalls für eine Woche die Spitzenposition. In den britischen Singlecharts erreichte der Song Anfang Januar 2014 die Spitzenposition und war dort Keshas und Pitbulls dritter Nummer-eins-Hit. Weitere Platzierungen auf Platz eins gelangen unter anderem in Österreich, Finnland, Kanada, Kroatien und den Niederlanden.
| ChartsChartplatzierungen       | Höchstplatzierung | Wochen |
| ------------------------------ | ----------------- | ------ |
| Deutschland (GfK)              | 1 (47 Wo.)        | 47     |
| Österreich (Ö3)                | 1 (29 Wo.)        | 29     |
| Schweiz (IFPI)                 | 3 (37 Wo.)        | 37     |
| Vereinigte Staaten (Billboard) | 1 (39 Wo.)        | 39     |
| Vereinigtes Königreich (OCC)   | 1 (43 Wo.)        | 43     |

| ChartsJahrescharts (2013) | Platzierung |
| ------------------------- | ----------- |
| Deutschland (GfK)         | 40          |
| Österreich (Ö3)           | 47          |

| ChartsJahrescharts (2014)      | Platzierung |
| ------------------------------ | ----------- |
| Deutschland (GfK)              | 19          |
| Österreich (Ö3)                | 22          |
| Schweiz (IFPI)                 | 25          |
| Vereinigte Staaten (Billboard) | 11          |
| Vereinigtes Königreich (OCC)   | 9           |

| ChartsJahrescharts (2010–2019) | Platzierung |
| ------------------------------ | ----------- |
| Vereinigte Staaten (Billboard) | 90          |
| Vereinigtes Königreich (OCC)   | 99          |

### Auszeichnungen für Musikverkäufe
Im September 2022 wurde Timber mit einer Diamantenen Schallplatte für über eine Million verkaufte Einheiten in Deutschland ausgezeichnet, damit zählt es zu den meistverkauften Singles des Landes. Weltweit wurde Timber mit vier Goldenen-, 45 Platin- und zwei Diamantenen Schallplatten für über 15,2 Millionen verkaufte Einheiten ausgezeichnet.
| Land/Region                  | Auszeichnungen für Musikverkäufe (Land/Region, Auszeichnung, Verkäufe) | Verkäufe   |
| ---------------------------- | ---------------------------------------------------------------------- | ---------- |
| Australien (ARIA)            | 7× Platin                                                              | 490.000    |
| Belgien (BRMA)               | Gold                                                                   | 15.000     |
| Dänemark (IFPI)              | Gold                                                                   | 15.000     |
| Deutschland (BVMI)           | Diamant                                                                | 1.000.000  |
| Frankreich (SNEP)            | Gold                                                                   | 66.666     |
| Italien (FIMI)               | 3× Platin                                                              | 90.000     |
| Japan (RIAJ)                 | Gold                                                                   | 100.000    |
| Kanada (MC)                  | 7× Platin                                                              | 560.000    |
| Mexiko (AMPROFON)            | 2× Platin                                                              | 120.000    |
| Neuseeland (RMNZ)            | 5× Platin                                                              | 150.000    |
| Norwegen (IFPI)              | 15× Platin                                                             | 150.000    |
| Österreich (IFPI)            | Platin                                                                 | 30.000     |
| Schweden (IFPI)              | Platin                                                                 | 40.000     |
| Schweiz (IFPI)               | Platin                                                                 | 30.000     |
| Spanien (Promusicae)         | 3× Platin                                                              | 180.000    |
| Vereinigte Staaten (RIAA)    | Diamant                                                                | 10.000.000 |
| Vereinigtes Königreich (BPI) | 4× Platin                                                              | 2.400.000  |
| Insgesamt                    | 4× Gold · 49× Platin · 2× Diamant ·                                    | 15.436.666 |

### Auszeichnungen für Musikstreamings
| Land/Region          | Auszeichnungen für Musikverkäufe (Land/Region, Auszeichnung, Verkäufe) | Verkäufe   |
| -------------------- | ---------------------------------------------------------------------- | ---------- |
| Dänemark (IFPI)      | 3× Platin                                                              | 7.800.000  |
| Spanien (Promusicae) | Platin                                                                 | 8.000.000  |
| Insgesamt            | 4× Platin ·                                                            | 15.800.000 |